# Masjid As-Sabur
Die  Masjid As-Sabur (As-Sabur-Moschee) ist die älteste Moschee und gemäß ihrer Website „pioneering“ muslimische Gemeinschaftsorganisation in der Stadt Las Vegas im amerikanischen Bundesstaat Nevada. Ihr derzeitiger langjähriger Imam ist Fateen Seifullah. Sie zählt zu den Moscheen, denen Akbar Ahmed und sein Team auf der berühmten Journey into America einen Besuch abstatteten.

## Geschichte
Die Geschichte der Moschee reicht bis in die frühen 1970er Jahre zurück und geht auf die Nation of Islam zurück. Die muslimische Gemeinschaftsorganisation der heutigen Form führt ihre Geschichte auf das Jahr 1982 zurück. 1975 vollzog die damals Masjid Muhammad genannte Moschee unter der nationalen Führung von Imam Warith Deen Muhammad den Übergang zum orthodoxen, sunnitischen Islam mit. Die Masjid As-Sabur besteht aus der Moschee, der Fajr al-Islam School, einer kommunalen Gesundheitsklinik und einer Reihe von Komitees wie Al-Ma'un (Neighborly Needs). Die Moschee hat sich als eine führende islamische Institution und ein Gemeindearbeitszentrum im Bundesstaat Nevada etabliert.
Zu prominenten Besuchern der Moschee zählen die Schwergewichts-Boxmeister Muhammad Ali und Mike Tyson sowie Laila Ali, die Tochter Muhammad Alis.
Akbar Ahmed und seinem Team wurde zugetragen, dass Mike Tyson als „act of piety“ der Moschee dabei geholfen habe, die Gebetsteppiche staubzusaugen. Der Boxer spendete auch eine große Summe für das heutige Gebäude.

## Imame
- Muhammad Abdullah (1975 bis 1984)
- Mujahid Ramadan (1984 bis 1996)
- Luqman Abdus-Salam (1996 bis 1999)
- Fateen Seifullah (1999 bis heute)